# Pristimantis petrobardus
Pristimantis petrobardus es una especie de anfibio anuro de la familia Craugastoridae.

## Distribución
Esta especie es endémica de la provincia de Chota en la región de Cajamarca en Perú. Habita en Huambos y Río Zaña entre los 1800 y 2500 m de altitud en la Cordillera Occidental.

## Taxonomía
Eleutherodactylus vermiculatus fue colocado en sinonimia con Pristimantis petrobardus por Duellman y Lehr en 2009.

## Publicación original
- Duellman, 1991 : A new species of Eleutherodactylus (Anura: Leptodactylidae) from the Cordillera Occidental of Peru. Herpetologica, vol. 47, n.º 1, p. 6-9.[5]